# Marco Rossi (calciatore 1987)
Marco Rossi (Parma, 30 settembre 1987) è un calciatore italiano, difensore del Modica.

## Carriera

### Club
Cresciuto nelle giovanili del Parma, il 22 ottobre 2005 debutta con la prima squadra esordendo in Serie A in Fiorentina-Parma (4-1). Durante la stagione, per via dei numerosi infortuni patiti dai giocatori parmensi, riesce a collezionare altre presenze. I gettoni messi assieme in campionato saranno alla fine 10, con in aggiunta un gol decisivo in Parma-Chievo (2-1).
Nella stagione seguente viene assunto come tecnico Stefano Pioli, con il quale non riuscirà a trovare spazio (solo 5 presenze), tra cui quella del 28 settembre 2006 in Coppa UEFA in occasione di Parma-Rubin (1-0). A gennaio del 2007 viene quindi ceduto in prestito al Modena, dove in sei mesi scende in campo 18 volte. Nella stagione 2007-2008 ritorna a Parma, sotto la gestione di Domenico Di Carlo. Con il nuovo mister disputa 15 partite, e segna il suo secondo gol in Serie A il 26 agosto 2007 al Catania. Dopo la retrocessione in Serie B, contribuisce all’immediata promozione della stagione 2008/2009 con 20 presenze in campionato.
Il 19 luglio 2009 passa a titolo temporaneo con diritto di opzione per la compartecipazione alla Sampdoria. Segna il suo primo gol con la maglia blucerchiata il successivo 22 novembre, nella partita Sampdoria-Chievo terminata 2-1, deviando in maniera fortunosa un tiro del compagno di squadra Poli. Con i Doriani colleziona 22 presenze tra campionato e Coppa Italia, contribuendo alla qualificazione ai preliminari di Champions League. Nell'estate del 2010 il club doriano non sfrutta il diritto di opzione per la compartecipazione, sicché il giocatore torna al Parma che contestualmente lo cede con la formula del prestito con diritto di riscatto della metà al Bari.
Nel corso della stagione 2010-2011 si fa notare per delle gravi scorrettezze subite da avversari, che costano 4 giornate a Cristian Chivu («colpevole di avergli rifilato un pugno»), e 3 giornate, poi ridotte a 2, a Zlatan Ibrahimović («colpo alla schiena»). Il 3 aprile 2011, al termine di Parma-Bari (gara vinta dai biancorossi per 1-2 al 92'), ha avuto un'accesa discussione nel tunnel che conduce verso gli spogliatoi. 
Il 24 giugno 2011 viene ufficializzato il suo ingaggio con la formula della comproprietà (con il Parma) da parte del Cesena. Durante Juventus-Cesena, gara della quattordicesima giornata, si distingue per una brutta entrata ai danni di Alessandro Del Piero, che provoca al capitano bianconero una profonda ferita all'altezza della tempia, risolta poi con otto punti di sutura. A seguito del suo coinvolgimento nell'ambito del calcioscommesse, disputa l'ultima partita col club romagnolo nel maggio del 2012.
Pochi giorni prima del termine della sua squalifica relativa allo scandalo scommesse, il 31 marzo 2014 viene ingaggiato dal Perugia, in Prima Divisione. Con la formazione umbra fa in tempo a scendere in campo per le ultime gare dell'annata 2013-2014, avendo modo di partecipare alla vittoria del campionato e all'approdo dei biancorossi in Serie B, nonché alla conquista della Supercoppa di Prima Divisione. Il 1º febbraio 2015, dopo aver giocato 12 partite tra campionato e Coppa Italia, passa in prestito semestrale al Varese, sempre tra i cadetti, prima di tornare stabilmente a Perugia per la stagione 2015-2016. Conclude l’esperienza umbra con 40 presenze complessive con la maglia del Perugia.
Il 9 agosto 2016, rimasto svincolato, firma in A-League con il Wellington Phoenix. Dopo due anni nei quali colleziona 39 presenze, torna in Italia, firmando con il Siena in Serie C. Il 12 dicembre 2018 segna un goal nella vittoria per 4-1 contro l'Albissola, tornando al goal a 9 anni di distanza dall'ultimo. Conclusa la stagione con 30 presenze in bianconero tra campionato e coppe, nel 2019 passa alla Reggina. Con i calabresi conquista la promozione in Serie B, contribuendo attivamente con 31 presenze stagionali. Dopo una stagione in Serie B caratterizzata da un infortunio muscolare rimediato nella partita del 28 novembre contro il Monza, il 31 agosto 2021 firma per il Seregno, scendendo di nuovo in C. Con i lombardi ottiene 27 presenze e una rete in campionato e 2 presenze nei playout persi contro la Pro Sesto. 
Dopo essere rimasto svincolato, il 30 dicembre 2022 si accasa al Brindisi, formazione militante in Serie D. Nonostante il poco spazio trovato (appena 2 presenze in campionato e 2 nei playoff scudetto), contribuisce alla promozione in Serie C dei pugliesi. 
Nel mese di agosto del 2023 firma un contratto con l'Akragas, formazione neopromossa in Serie D, collezionando 11 presenze tra campionato e Coppa Italia Serie D. Nel gennaio 2024 approda tra le file dell’Enna, in Eccellenza, contribuendo con 8 presenze alla vittoria del campionato. Il 12 settembre viene ufficializzato il suo approdo nel Modica, militante nel campionato di Eccellenza. 

### Nazionale
Il 1º giugno 2007 esordisce con la Nazionale Under-21 nella prima gara di qualificazione all'Europeo Under-21 del 2009.

## Calcioscommesse
Nell'interrogatorio del giocatore del Piacenza Carlo Gervasoni, arrestato nell'ambito dell'inchiesta sul calcioscommesse, vengono fatti i nomi di «Andrea Masiello, Daniele Padelli, Simone Bentivoglio, Alessandro Parisi e Marco Rossi» per la presunta combine della partita Palermo-Bari del 7 maggio 2011.
Il 3 gennaio 2012 viene iscritto nel registro degli indagati dal pubblico ministero Roberto Di Martino insieme ad altri venti calciatori. Il 26 luglio dello stesso anno viene deferito dal procuratore federale Stefano Palazzi per illecito sportivo (Bari-Sampdoria e Palermo-Bari) e omessa denuncia (Bari-Lecce e Bologna-Bari). Il 3 agosto successivo, patteggiando, ottiene una squalifica pari a 1 anno e 8 mesi oltre a 20.000 euro di ammenda; conclude la sua squalifica il 10 aprile 2014.

## Statistiche

### Presenze e reti nei club
Statistiche aggiornate al 30 giugno 2025.
| Stagione                  | Squadra                   | Campionato                | Campionato | Campionato | Coppe nazionali | Coppe nazionali | Coppe nazionali | Coppe continentali | Coppe continentali | Coppe continentali | Altre coppe | Altre coppe | Altre coppe | Totale | Totale |
| Stagione                  | Squadra                   | Comp                      | Pres       | Reti       | Comp            | Pres            | Reti            | Comp               | Pres               | Reti               | Comp        | Pres        | Reti        | Pres   | Reti   |
| ------------------------- | ------------------------- | ------------------------- | ---------- | ---------- | --------------- | --------------- | --------------- | ------------------ | ------------------ | ------------------ | ----------- | ----------- | ----------- | ------ | ------ |
| 2005-2006                 | Parma                     | A                         | 10         | 1          | CI              | 2               | 0               | -                  | -                  | -                  | -           | -           | -           | 12     | 1      |
| 2006-gen. 2007            | Parma                     | A                         | 4          | 0          | CI              | 3               | 0               | CU                 | 5                  | 0                  | -           | -           | -           | 12     | 0      |
| gen.-giu. 07              | Modena                    | B                         | 18         | 0          | -               | -               | -               | -                  | -                  | -                  | -           | -           | -           | 18     | 0      |
| 2007-2008                 | Parma                     | A                         | 15         | 1          | CI              | 1               | 0               | -                  | -                  | -                  | -           | -           | -           | 16     | 1      |
| 2008-2009                 | Parma                     | B                         | 20         | 0          | CI              | -               | -               | -                  | -                  | -                  | -           | -           | -           | 20     | 0      |
| Totale Parma              | Totale Parma              | Totale Parma              | 49         | 2          |                 | 6               | 0               |                    | 5                  | 0                  |             |             |             | 60     | 2      |
| 2009-2010                 | Sampdoria                 | A                         | 20         | 1          | CI              | 2               | 0               | -                  | -                  | -                  | -           | -           | -           | 22     | 1      |
| 2010-2011                 | Bari                      | A                         | 30         | 0          | CI              | 3               | 0               | -                  | -                  | -                  | -           | -           | -           | 33     | 0      |
| 2011-2012                 | Cesena                    | A                         | 21         | 0          | CI              | 2               | 0               | -                  | -                  | -                  | -           | -           | -           | 23     | 0      |
| mar.-giu. 2014            | Perugia                   | 1D                        | 2          | 0          | -               | -               | -               | -                  | -                  | -                  | SdL-1D      | 1           | 0           | 3      | 0      |
| 2014-gen. 2015            | Perugia                   | B                         | 10         | 0          | CI              | 2               | 0               | -                  | -                  | -                  | -           | -           | -           | 11     | 0      |
| gen.-giu. 2015            | Varese                    | B                         | 13         | 0          | CI              | -               | -               | -                  | -                  | -                  | -           | -           | -           | 13     | 0      |
| 2015-2016                 | Perugia                   | B                         | 23         | 0          | CI              | 2               | 0               | -                  | -                  | -                  | -           | -           | -           | 6      | 0      |
| Totale Perugia            | Totale Perugia            | Totale Perugia            | 35         | 0          |                 | 4               | 0               |                    | 0                  | 0                  |             | 1           | 0           | 40     | 0      |
| 2016-2017                 | Wellington Phoenix        | A-L                       | 24         | 0          | CA              | -               | -               | -                  | -                  | -                  | -           | -           | -           | 24     | 0      |
| 2017-2018                 | Wellington Phoenix        | A-L                       | 15         | 0          | CA              | 1               | 0               | -                  | -                  | -                  | -           | -           | -           | 16     | 0      |
| Totale Wellington Phoenix | Totale Wellington Phoenix | Totale Wellington Phoenix | 39         | 0          |                 | 1               | 0               |                    | 0                  | 0                  |             | 0           | 0           | 40     | 0      |
| 2018-2019                 | Robur Siena               | C                         | 27         | 1          | CI              | 2               | 0               | -                  | -                  | -                  | -           | -           | -           | 18     | 1      |
| 2019-2020                 | Reggina                   | C                         | 28         | 0          | CI+CI-C         | 2+1             | 0               | -                  | -                  | -                  | -           | -           | -           | 31     | 0      |
| 2020-2021                 | Reggina                   | B                         | 7          | 0          | CI              | 1               | 0               | -                  | -                  | -                  | -           | -           | -           | 8      | 0      |
| 2021-2022                 | Seregno                   | C                         | 27+2       | 1          | CI-C            | 1               | 0               | -                  | -                  | -                  | -           | -           | -           | 30     | 1      |
| dic. 2022-2023            | Brindisi                  | D                         | 2+2        | 0          | CI-D            | -               | -               | -                  | -                  | -                  | -           | -           | -           | 4      | 0      |
| 2023-gen. 2024            | Akragas                   | D                         | 8          | 0          | CI-D            | 3               | 0               | -                  | -                  | -                  | -           | -           | -           | 11     | 0      |
| gen. - giu. 2024          | Enna                      | Ecc.                      | 8          | 0          | -               | -               | -               |                    |                    |                    |             |             |             | 8      | 0      |
| 2024-2025                 | Modica                    | Ecc.                      | 27+5       | 1          | CI-Dilettanti   | 2               | 0               |                    |                    |                    |             |             |             | 34     | 1      |
| Totale carriera           | Totale carriera           | Totale carriera           | 368        | 6          |                 | 30              | 0               |                    | 5                  | 0                  |             | 1           | 0           | 404    | 6      |

## Palmarès
- Serie C: 2

Perugia: 2013-2014 (girone B)
Reggina: 2019-2020 (girone C)
- Supercoppa Serie C : 1

Perugia: 2014
- Serie D: 1

Brindisi: 2022-2023 (girone H)
- Eccellenza: 1

Enna: 2023-2024 (Eccellenza Sicilia, girone B)